# Alpine Club
L'Alpine Club ou Club alpin britannique, fondé à Londres le 22 décembre 1857, est le plus ancien club d’alpinisme.

## Historique

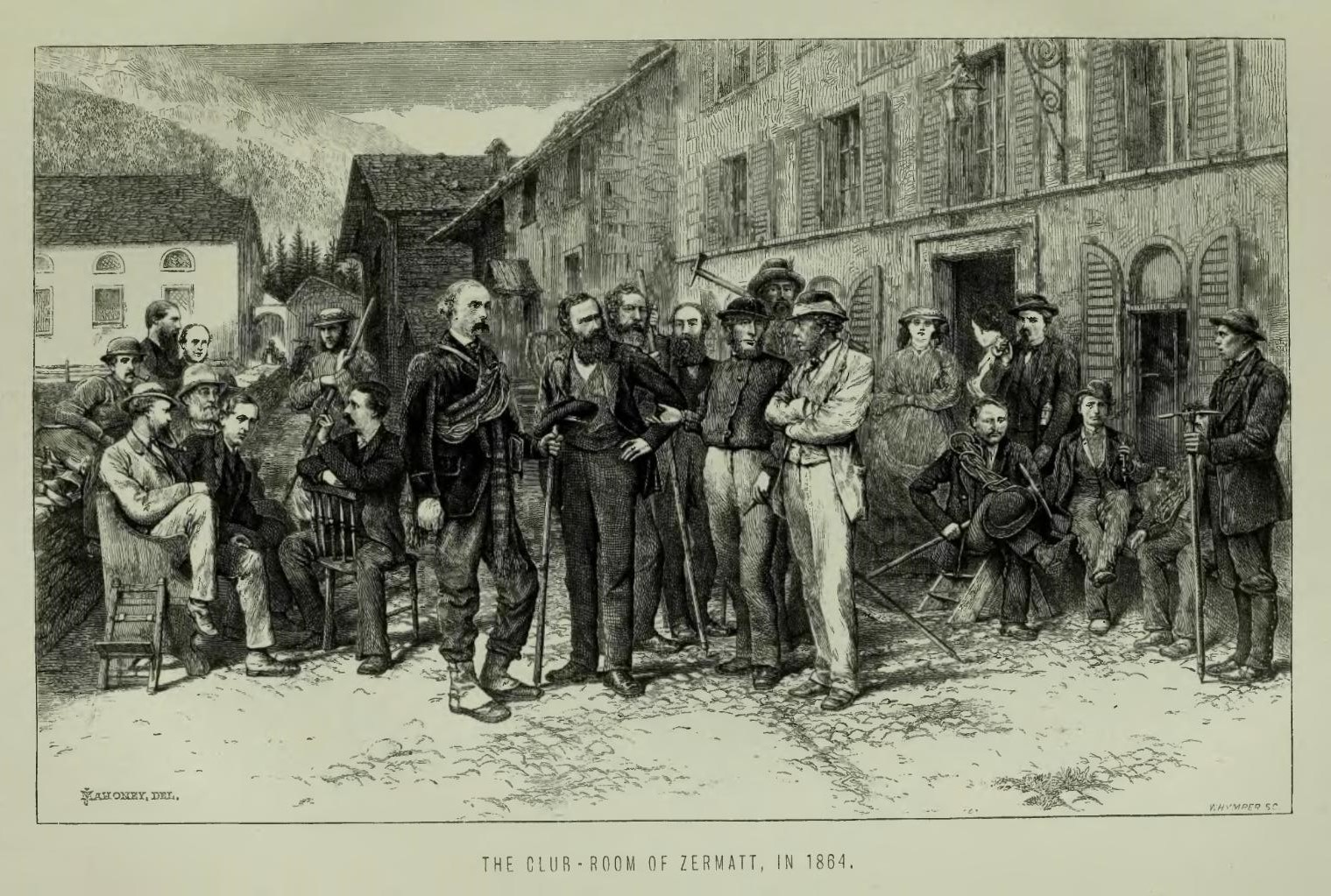
The Club-Room of Zermatt in 1864 gravure de Edward Whymper.
Groupe 1 : Florence Crauford Grove (chapeau melon), Leslie Stephen (assis de côté), George E. Foster (debout derrière lui), Frank Walker (chapeau mou), le révérend. J. Robertson (debout, sans barbe), Adolphus Warburton Moore (assis penché en avant), Reginald S. Macdonald (assis à l'envers sur sa chaise).
Groupe 2 : John Ball (debout au premier plan avec une corde autour de la poitrine), William Mathews, T. S. Kennedy, Thomas George Bonney, John Tyndall, Ulrich Lauener (derrière, piolet à l'épaule), Alfred Wills (bras croisés).
Groupe 3 : Lucy Walker, Franz Andenmatten (assis avec une corde), Jean-Joseph Maquignaz (debout, fumant), Peter Taugwalder fils (assis, avec un chapeau melon), Pierre Perren (debout à l'extrême droite)

L'Alpine Club fut créé le 22 décembre 1857 par un groupe d'alpinistes (issu des Public schools) britanniques au Ashley's Hotel de Covent Garden à Londres, Edward Shirley Kennedy présidant la séance. John Ball fut élu le premier président et Kennedy vice-président :
« The object of the Alpine Club is to facilitate association among those who possess a similarity of taste, and to enable its members to make arrangements for meeting at some suitable locality whence they may in company undertake any of the more difficult mountain excursions, and to give to all an opportunity of consulting the maps and books to be placed in the rooms which it is expected the Club will eventually possess. The members will occasionally dine together at their own expense, but the funds of the Club will be made available when on suitable occasions the Club is favoured by the presence of geographical explorers, or by that of other guests of celebrity. »

## Listes des présidents
- 1857–1860 : John Ball
- 1860–1863 : Edward Shirley Kennedy
- 1863–1865 : Alfred Wills
- 1865–1868 : Leslie Stephen
- 1868–1871 : William Mathews
- 1871–1874 : William Longman
- 1875–1877 : Thomas Woodbine Hinchliff
- 1881–1883 : Thomas George Bonney
- 1884–1886 : Florence Crauford Grove
- 1886–1890 : Clinton Thomas Dent
- 1890–1893 : Horace Walker
- 1893–1896 : Douglas William Freshfield
- 1896–1899 : Charles Pilkington
- 1899–1902 : James Bryce
- 1902–1904 : Martin Conway
- 1904–1906 : George Forrest Browne
- 1908–1911 : Hermann Wooley
- 1911–1914 : W. E. Davison
- 1914–1917 :
- 1917–1919 : John Percy Farrar
- 1920–1923 : John Norman Collie
- 1923–1926 : Charles Granville Bruce
- 1926–1929 : Sir George Henry Morse
- 1929–1932 : Claude Wilson
- 1932–1934 : Sir John Withers MP
- 1935–1938 : Edward Lisle Strutt
- 1938–1940 : Claud Schuster
- 1941–1943 : Geoffrey Winthrop Young
- 1944–1947 : Leo Amery
- 1947–1949 : Tom George Longstaff
- 1950–1953 : Claude Aurelius Elliott
- 1953–1956 : Edwin Savory Herbert
- 1956–1959 : John Hunt
- 1959–1962 : George Ingle Finch
- 1962–1965 : Howard Somervell
- 1965-1968 : Eric Shipton
- 1968–1971 : Charles Evans
- 1971–1974 : A. D. M. Cox
- 1974–1977 : Jack Longland
- 1977–1980 : Peter Lloyd
- 1980–1983 : J. H. Emlyn-Jones
- 1983-1986 : R. R. E. Chorley
- 1986 : A. K. Rawlinson (mort en fonction)
- 1986–1987 : Nea Evans
- 1987–1990 : George Band
- 1990–1993 : H. R. A. Streather
- 1993–1996 : Mike Westmacott
- 1996–1999 : Chris Bonington
- 1999–2001 : Doug Scott
- 2002–2004 : Alan Blackshaw
- 2005–2007 : Stephen Venables
- 2008-2010 : Paul Braithwaite
- 2010-2013 : Mick Fowler
- 2013-en cours : Lindsay Griffin